# Marshall Rogers
Marshall Rogers (New York, 22 januari 1950 – Californië, 24 maart 2007) was een Amerikaans striptekenaar, bekend dankzij zijn werk voor Marvel and DC Comics in de 1970s. Hij illustreerde Batman en Silver Surfer. Hij tekende ook een van de eerste stripromans, namelijk Detectives Inc., in 1979.

### DC
- All-Star Squadron #38 (3 pagina's)(1984)
- Atari Force #18, Special #1 (1985-1986)
- Batman Family #11-13 (1977)
- Batman: Dark Detective, miniserie, #1-6 (2005)
- Batman: Legends of the Dark Knight #132-136 (2000)
- DC Graphic Novel Demon With a Glass Hand, striproman (1986)
- DC Special Series #15 (1978) (Batman)
- Detective Comics #466-468, 471-479, 481 (1976–1979)
- Green Lantern #187 (1985)
- Green Lantern: Evil's Might, miniserie, #1-3 (2002)
- Heroes Against Hunger (2 pagina's) (1986)
- House of Mystery #254, 274 (1977–79)
- Justice League America  #5 (1991)
- Justice League Europe #20-22, #2 (1990–1991)
- Madame Xanadu #1 (1981)
- Mister Miracle #19-22 (1977–78)
- Mister Miracle, vol. 3, #5-6 (1996)
- Mystery in Space #111 (1980)
- Secret Origins #6 (1986)
- The Shadow #7 (1988)
- Superman #400 (1984)
- Superman Family #182, 194 (1977–79)
- The Unexpected #191 (1979)
- Weird War Tales #51-52 (1977)
- Who's Who: The Definitive Directory of the DC Universe #1-2, 5-7, 11-12, 15, 24 (1985-1987)
- World's Finest Comics #259 (1979)

### Eclipse
- Cap'N Quick & A Foozle #1-2 (1984–85)
- Detectives Inc. (1985)
- Eclipse Magazine  #1-8 (1981–83)
- Eclipse Monthly  #1-4 (1983–84),
- Scorpio Rose #1-2 (1983)

### Marvel
- Amazing Fantasy #19 (2006)
- Avengers  #16 (1987)
- Bizarre Adventures #25 (1981)
- Deadly Hands of Kung Fu #32-33 (1977)
- Doctor Strange #48-53 (1981–82)
- Excalibur #10-11 (1989)
- Fantastic Four #1  (1982)
- GI Joe #61, 75, 77, 82, 86
- Howard the Duck (black and white magazine) #8 (1980)
- Incredible Hulk vol. 3 #94-95 (2006)
- Marvel Fanfare (Doctor Strange) #5 (1982)
- Silver Surfer, vol. 2, #1-10, 12, 21 (1987–89)
- Spider-Man #27-28 (1992)
- What If vol. 2, #38 (1992)

### Boeken en compilaties
- Batman: Dark Detective (2006), DC Comics, 144 pagina's
- Batman: Strange Apparitions (1999), DC Comics, 176 pagina's
- Coyote - Volume 1 (2005), Image Comics, 128 pagina's
- Shadow Of The Batman, miniserie, #1-5 (covers) (1985–1986), DC Comics
- Daughters Of The Dragon Special #1 (2005), Marvel Comics

### Portfolio's
- Strange (1979)
- The Batman - Portfolio #1 (1981)
- F.O.O.G. (Friends Of Old Gerber) (1982)
- Heroines (1979)
- Heroes, Heavies & Heroines

- Bibliothèque nationale de France: cb177399896 (data)
- Catàleg d'autoritats de noms i títols de Catalunya: 981058510114106706
- Gemeinsame Normdatei: 1026362253
- International Standard Name Identifier: 0000 0000 3128 4000
- Library of Congress Control Number: n87818708
- Nationale Bibliotheek van Tsjechië: xx0227971
- Nationale Bibliotheek van Polen: a0000003091852
- SNAC: w6tx5nf5
- Virtual International Authority File: 45821779
- WorldCat: E39PBJrWDqd7tm9VyGWh6rt7pP